# Vladislav Shayakhmetov
Vladislav Nailyevich Shayakhmetov (sinh ngày 25 tháng 8 năm 1981 có bố là người Tatar và mẹ là người Nga) là cầu thủ bóng đá và bóng đá trong nhà người Nga. Anh là một thành viên của Đội tuyển bóng đá trong nhà quốc gia Nga.

## Danh hiệu

### Cá nhân
- Cầu thủ Futsal xuất sắc nhất thế giới: 2007

### Với MFK Viz-Sinara
- Vô địch UEFA Cup Futsal Cup: 2007-08
- Vô địch Cúp bóng đá trong nhà Nga: 2007

### Với MFK Dinamo Yamal
- Vô địch Cúp bóng đá trong nhà Nga: 2009

### Với đội tuyển bóng đá trong nhà Nga
- Á quân UEFA European Futsal Cup: 2005
- Hạng ba UEFA European Futsal Cup: 2007
- Bán kết Giải vô địch bóng đá trong nhà thế giới: 2008